# Павловский, Аркадий Ильич
Арка́дий Ильи́ч Павло́вский (1828—1889) — российский педагог-географ.

## Биография
Родился в 1828 году в семье священника, уволенного из духовного звания.
Окончил в 1849 году Одесский Ришельевский лицей. Был учителем математики в одесской мужской гимназии, затем — гувернёром в доме князя Репнина. В 1854 году он поступил учителем географии в Петербургский Николаевский сиротский институт и с этого времени всецело посвятил себя изучению географии, которой он ещё в гимназии более всего интересовался.
Прослужил с 1856 по 1889 года, более 32 лет, преподавателем географии в Смольном институте; с 1866 по 1869 год — в Петербургском Александровском училище. Заслужил репутацию добросовестного и симпатичного педагога и преобразовал преподавание географии своей книгой «Природа и люди» (1857), в которой первый стал проводить в российской школе идеи географа Риттера. В 1863—1865 годах преподавал в Мариинском институте.
Умер 1 (13) сентября 1889 года.